# 安部王子
安部 王子（あべ おうじ、1957年10月31日 - ）は日本のベーシスト、音楽プロデューサー、編曲家である。

## 来歴
広島県尾道市出身、東京都立青山高等学校卒業。うじきつよしらの子供ばんどに参加、全国ツアーを前にスタジオワークに専念するため脱退。ボーイズ・クラブを経て、いまみちともたからのBARBEE BOYSに参加、メジャー・デビューを前にプロデュースワークに専念するため脱退。
以後、ベーシスト、音楽プロデューサー、編曲家として上田浩恵、大澤誉志幸、川村カオリ、Saeko、ZELDA、ZABADAK、PSY・S、THE 東南西北、プリンセス プリンセス、細川ふみえ、宮村優子などの作品を手がけ特にPSY・Sのライブバンド、Live PSY・Sとしての活動が注目を集めた。岡田徹、松浦雅也とのユニットAMORとしても活動。現在は村松邦男との双頭バンド、R・O・M・Aで、作詞・作曲・ベースを担当。窪田晴男、有近真澄、矢壁アツノブ、小滝みつるとのバンド、Nombresのリーダーとしても活動している。